# フサモ
フサモ（房藻、学名：Myriophyllum verticillatum）は、アリノトウグサ科の水生植物。北半球の各地域に自生するが、アイルランドなどでは侵略的外来種として扱われている。

## 分布
北アメリカ、イギリス、日本を含むアジア、北アフリカなどに分布。アイルランドなどには侵略的外来種として定着している。湖沼やため池、水路などに生育している。

## 形態、生態

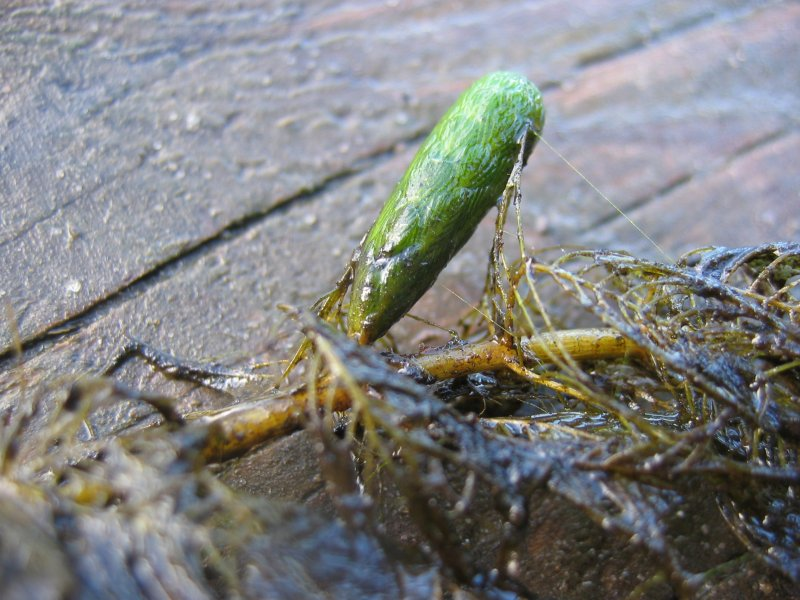
殖芽

多年生の沈水植物。葉は0.5-2.5cm、羽状に裂けて4-5輪生する。水上では水中の沈水葉とは異なる水上葉をつける（表現型可塑性）。雌雄異株で、花期は6-9月、花序は水面に出る。秋頃から茎に棍棒状の殖芽をつけ、無性的に繁殖する。

## 利害
アクアリウムで利用されることがあるが、他方で水田雑草として扱われることもある。
また前述のように、侵略的外来種として扱われている地域もある。